# 土黄逍遥蛛
土黄逍遥蛛（学名：Philodromus subaureolus）为逍遥蛛科逍遥蛛属的动物。分布于日本、朝鲜以及中国大陆的吉林、辽宁、内蒙古、河北、黑龙江、宁夏、甘肃、新疆、山东、山西、陕西、河南、湖北、安徽、江苏、浙江等地，多见于稻田以及旱田作物及灌木丛。该物种的模式产地在日本。